# Cilicaeopsis ornata
Cilicaeopsis ornata là một loài chân đều trong họ Sphaeromatidae. Loài này được Whitelegge miêu tả khoa học năm 1902.